# نادي الأمواج الموصلي
نادي الأمواج الموصلي هو أحد أندية الدوري العراقي الدرجة الثانية، تأسس في مدينة الموصل.

## المشاركات
كأس العراق